# Đảo Boracay
Boracay là một hòn đảo nhỏ dài khoảng 7 km, với diện tích xấp xỉ hơn 10 km2, thuộc tỉnh Aklan, nằm cách thủ đô Manila của Philippines hơn 300 km về phía nam. Boracay liên tục đứng đầu trong Top 10 những bãi biển đẹp nhất châu Á và thứ hai trong Top 25 bãi biển đẹp nhất thế giới do du khách bình chọn trên trang Trip Advisor. Bãi biển White Beach là một minh chứng hùng hồn nhất.